# Falling in Between
Falling in Between es el álbum #12 y el último de estudio junto a Simon Phillips, Mike Porcaro y Bobby Kimball por los veteranos músicos de rock estadounidense, Toto. Fue lanzado al mercado en febrero de 2006 en el sello italiano Frontiers Records, con una gira mundial a seguir. Es primer lanzamiento de estudio de la banda desde Through the Looking Glass en 2002, y es el primero en incluir el teclista Greg Phillinganes. Phillinganes originalmente comenzó a tocar con Toto como un reemplazo de gira por David Paich. Se une a los miembros originales Toto David Paich, Bobby Kimball y Steve Lukather, además de Mike Porcaro (que se unió en 1982) y Simon Phillips (que se unió en 1992, en sustitución de Jeff Porcaro). Otro de los hermanos Porcaro, Steve, ayudó a fundar el grupo, y continúa trabajando en el estudio con la banda, a pesar de que dimitió como miembro de tiempo completo tras el álbum de Fahrenheit en 1987. Este es también el último álbum de estudio de la banda con el bajista Mike Porcaro y el baterista Simon Phillips; Porcaro se retiró de la gira al año siguiente debido a un ALS y murió en 2015 (aunque aparecería póstumamente en el álbum de 2018 Old Is New en pistas seleccionadas). Phillips dejó la banda en 2014 para centrarse en su carrera en solitario.
Los artistas invitados que aparecen en el álbum están el excantante de Toto Joseph Williams, el saxofonista Tom Scott, el percusionista Lenny Castro, Ian Anderson de Jethro Tull, y el trombonista de Chicago James Pankow que escribió el arreglo para trombón y cuerno en "Dying on My Feet". Jason Scheff, también de Chicago, es la voz de fondo en "Falling in Between", "Bottom of Your Soul", y "King of the World".

## Lista de canciones
Todas las canciones por Steve Lukather, David Paich, Simon Phillips, Mike Porcaro y Bobby Kimball, excepto donde se indique.

| N.º   | Título                | Escritor(es)                                                        | Voces Principales                              | Duración |  |
| 1.    | «Falling In Between»  | Lukather, David Paich, Phillips, M. Porcaro, Kimball, Phillinganes. | Bobby Kimball y Greg Phillinganes              | 4:06     |  |
| 2.    | «Dying On My Feet»    |                                                                     | Bobby Kimball                                  | 6:11     |  |
| 3.    | «Bottom Of Your Soul» |                                                                     | Steve Lukather y Joseph Williams               | 6:58     |  |
| 4.    | «King Of The World»   | Kimball, Lukather, Paich, S. Porcaro, Phillips, M. porcaro.         | David Paich, Steve Lukather y Bobby Kimball    | 4:04     |  |
| 5.    | «Hooked»              |                                                                     | Bobby Kimball                                  | 4:36     |  |
| 6.    | «Simple Life»         | Steve Lukather                                                      | Steve Lukather                                 | 2:22     |  |
| 7.    | «Taint Your World»    |                                                                     | Bobby Kimball                                  | 4:01     |  |
| 8.    | «Let It Go»           | Lukather, Paich, Phillips, M. Porcaro, Kimball, Phillinganes.       | Greg Phillinganes                              | 5:00     |  |
| 9.    | «Spiritual Man»       | David Paich                                                         | David Paich, Bobby Kimball y Greg Phillinganes | 5:22     |  |
| 10.   | «No End In Sight»     |                                                                     | Steve Lukather y Bobby Kimball                 | 6:10     |  |
| 50:36 |                       |                                                                     |                                                |          |  |

| Bonus Track Japonés |                 |                                          |          |  |
| N.º                 | Título          | Escritor(es)                             | Duración |  |
| 11.                 | «The Reeferman» | Lukather, Paich, Phillips, Mike Porcaro. | 1:46     |  |
| 52:22               |                 |                                          |          |  |

## Posicionamientos en listas

### Álbum
| Listas (1995)          | Mejor posición |
| ---------------------- | -------------- |
| French Albums Chart    | 48             |
| Japanese Albums Chart  | 22             |
| Finnish Albums Chart   | 12             |
| Swedish Albums Chart   | 6              |
| Norwegian Albums Chart | 16             |
| Swiss Albums Chart     | 12             |
| German Albums Charts   | 13             |
| Dutch Albums Chart     | 10             |

### Sencillos
Bottom Of Your Soul
| Listas            | Mejor posición |
| ----------------- | -------------- |
| Billboard Hot 100 | 20             |
| UK Singles Chart  | 13             |
| ARIA Charts       | 30             |
| MegaCharts        | 32             |

## Personal
- Bobby Kimball: Voz principal en temas 1, 2, 4, 5, 7, 9 y 10.
- Steve Lukather: Guitarra, piano, coros, voz principal en temas 3, 4, 6 y 10.
- David Paich: Teclados, coros, voz principal en temas 4 y 9
- Greg Phillinganes: Teclados coros, voz principal en las pistas 1, 8 y 9.
- Mike Porcaro: Bajo
- Simon Phillips: Batería, percusión, programación de tambor

### Personal adicional
- Joseph Williams: Voz principal y coros en "Bottom of Your Soul"
- Steve Porcaro: Sintetizadores y diseño de sonido.
- Ian Anderson: Flauta
- Lenny Castro: percusión
- Ray Hermann: Saxofón tenor
- James Pankow: trombón, trompa Disposiciones
- Jason Scheff: Coros
- Lee Thornburg: Trompeta

## Producción
- Producido por Toto
- Mezclado por Steve McMillan
- Diseñado por Steve Barri Cohen, Mike Ging, John Jessel & Phillip Sousan
- Masterizado por Stephen Marcussen